# Garbsen
Garbsen, város Németországban, Alsó-Szászországban, a Hannover tartományi kerület második legnagyobb városa.

## Fekvése
A Leine folyó mellett, mintegy 11 kilométerrel Hannovertől északnyugatra fekvő település.

## Városrészei
1. Altgarbsen
2. Auf der Horst
3. Berenbostel
4. Frielingen
5. Garbsen-Mitte
6. Havelse
7. Heitlingen
8. Horst
9. Meyenfeld
10. Osterwald Oberende
11. Osterwald Unterende
12. Schloß Ricklingen
13. Stelingen

## Története
Garbsen közelében 1196-ban alapították meg a Marienwerder monostort.
A mai város 1967-ben alakult meg két önkormányzat egyesülésével és 1974-ben tovább bővült számos más falu csatlakozásával. 2013-ban csaknem 60000 lakosa volt.

## Galéria

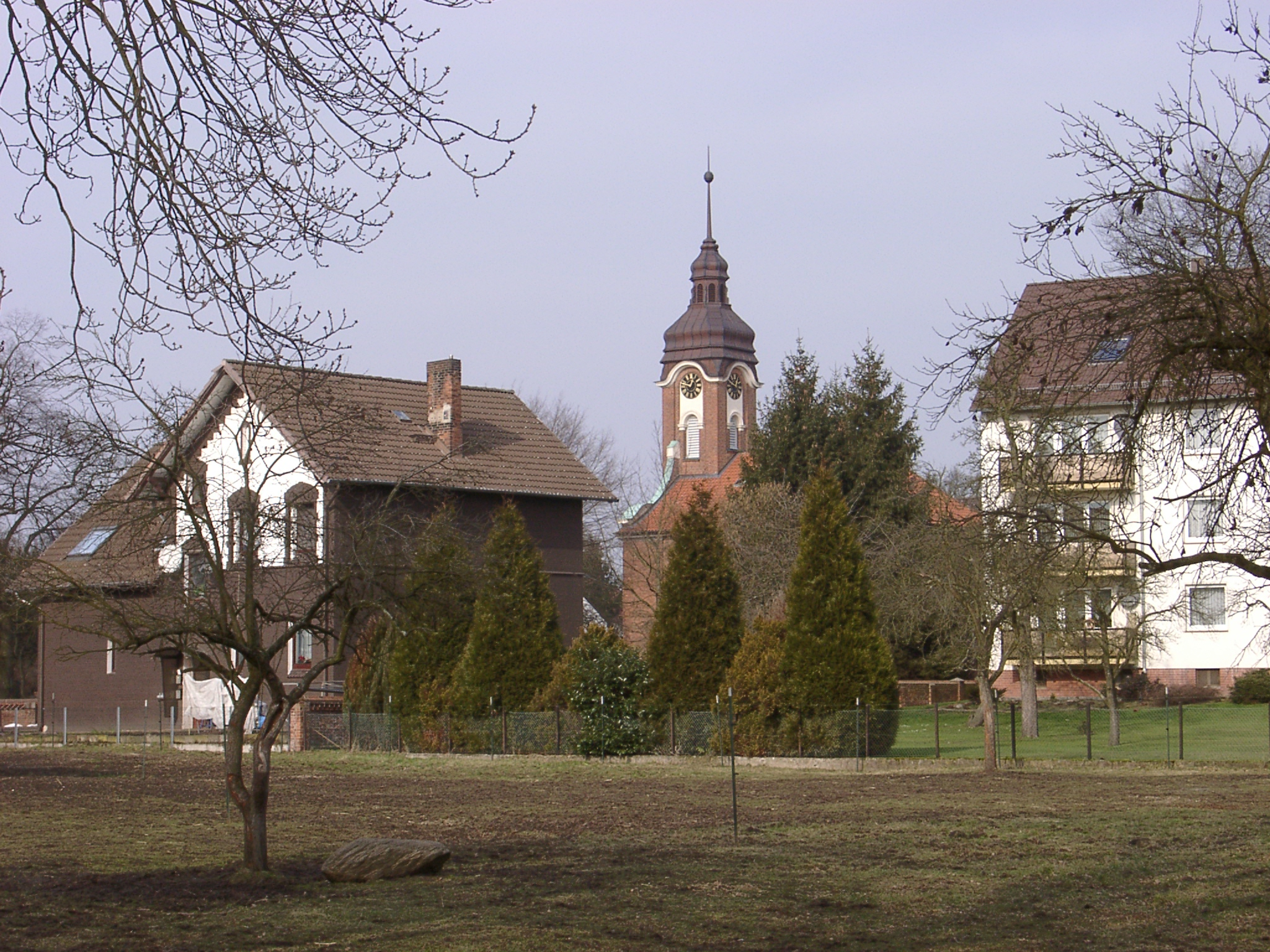
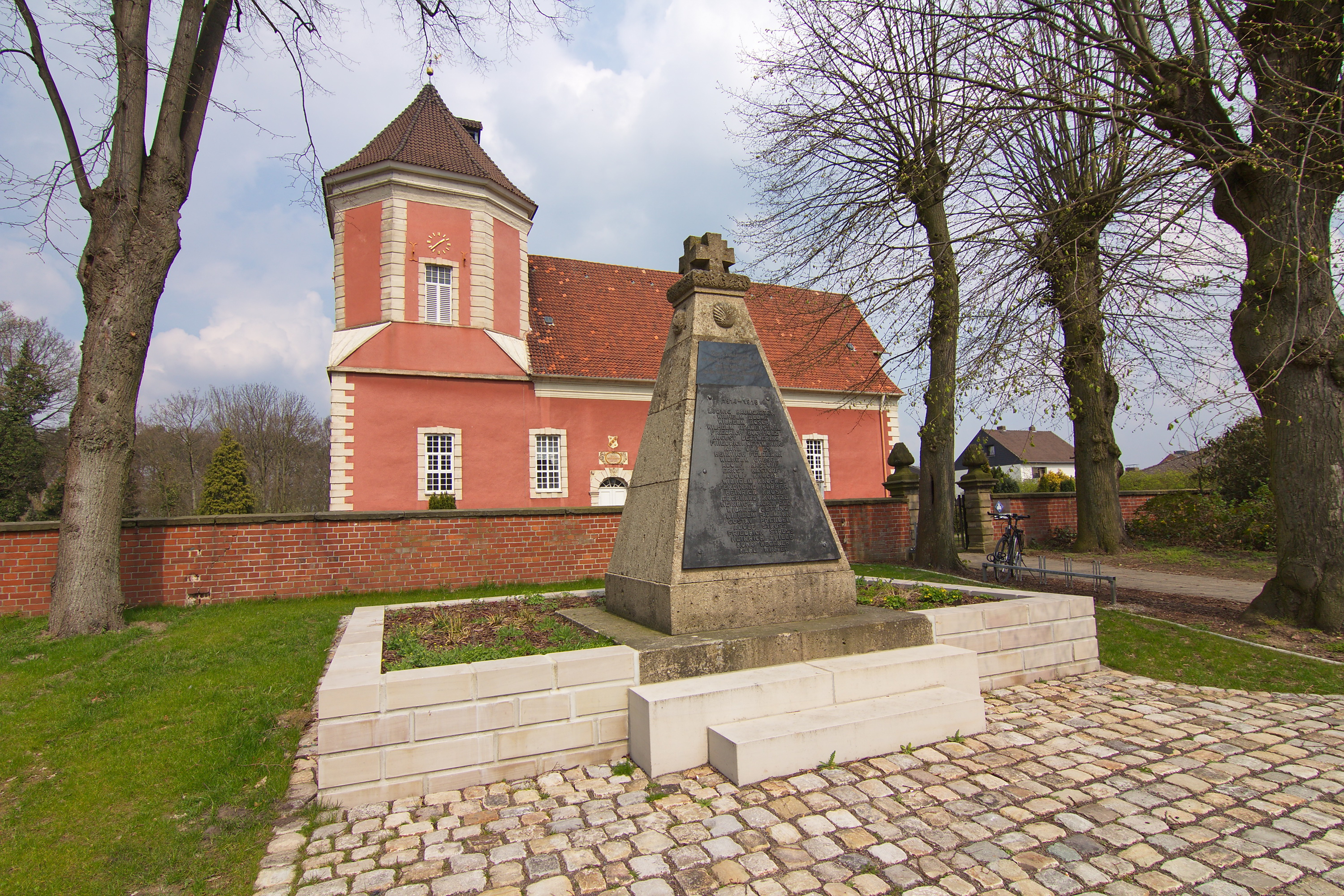
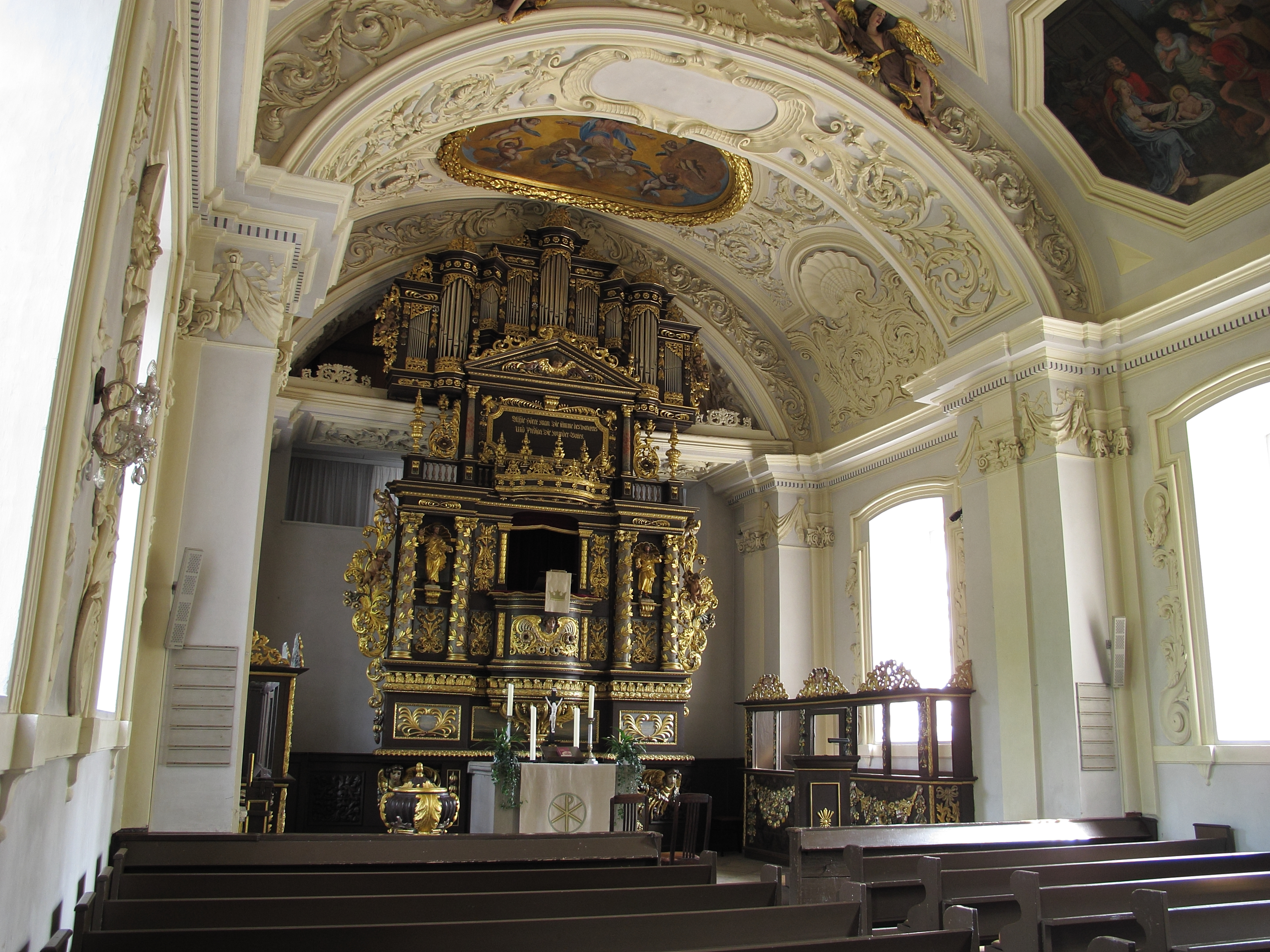
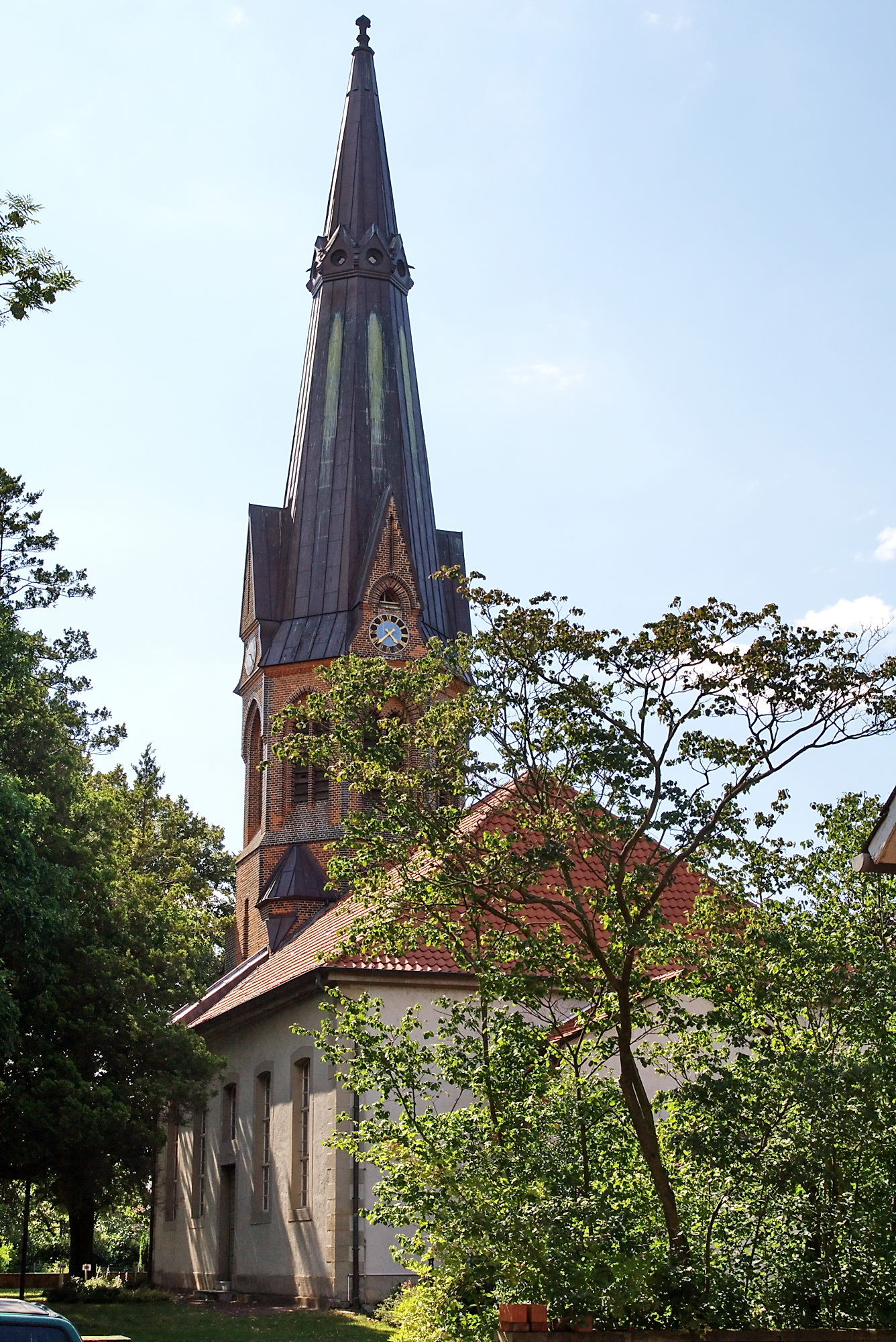
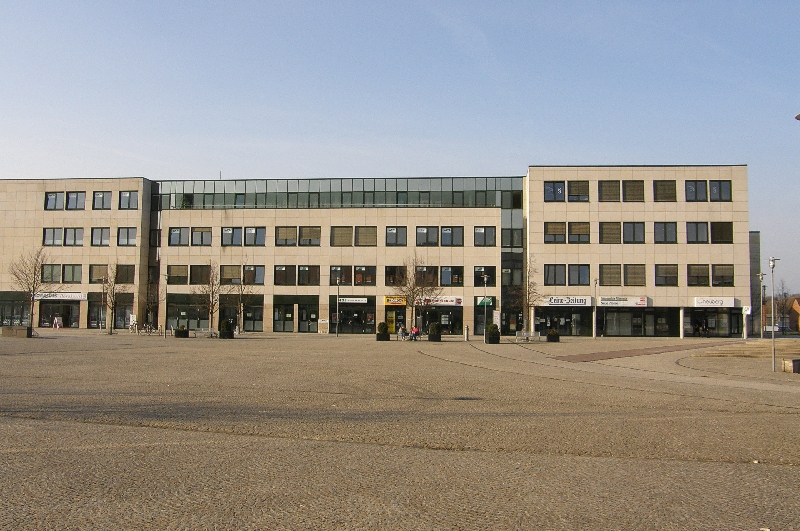
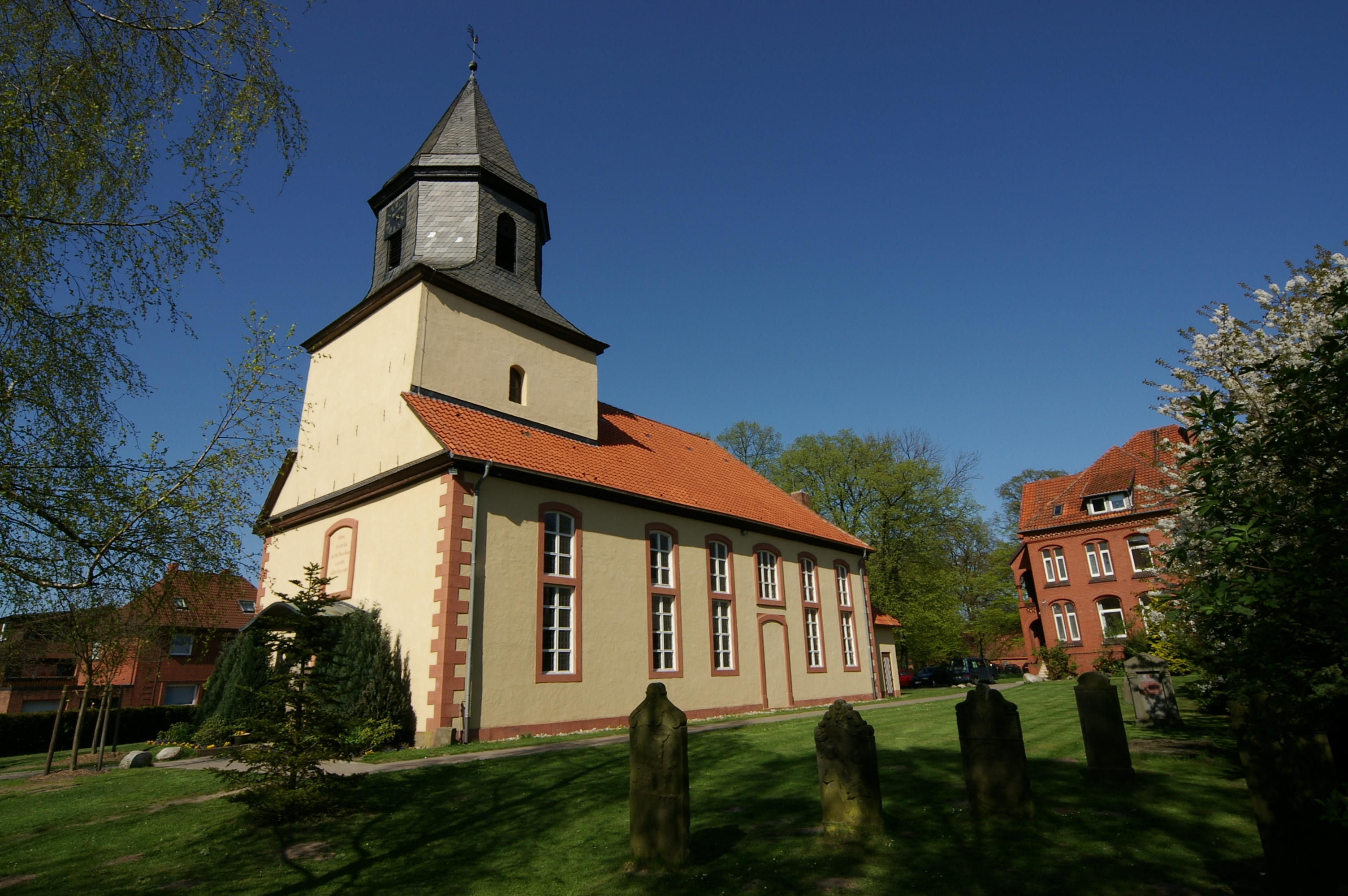
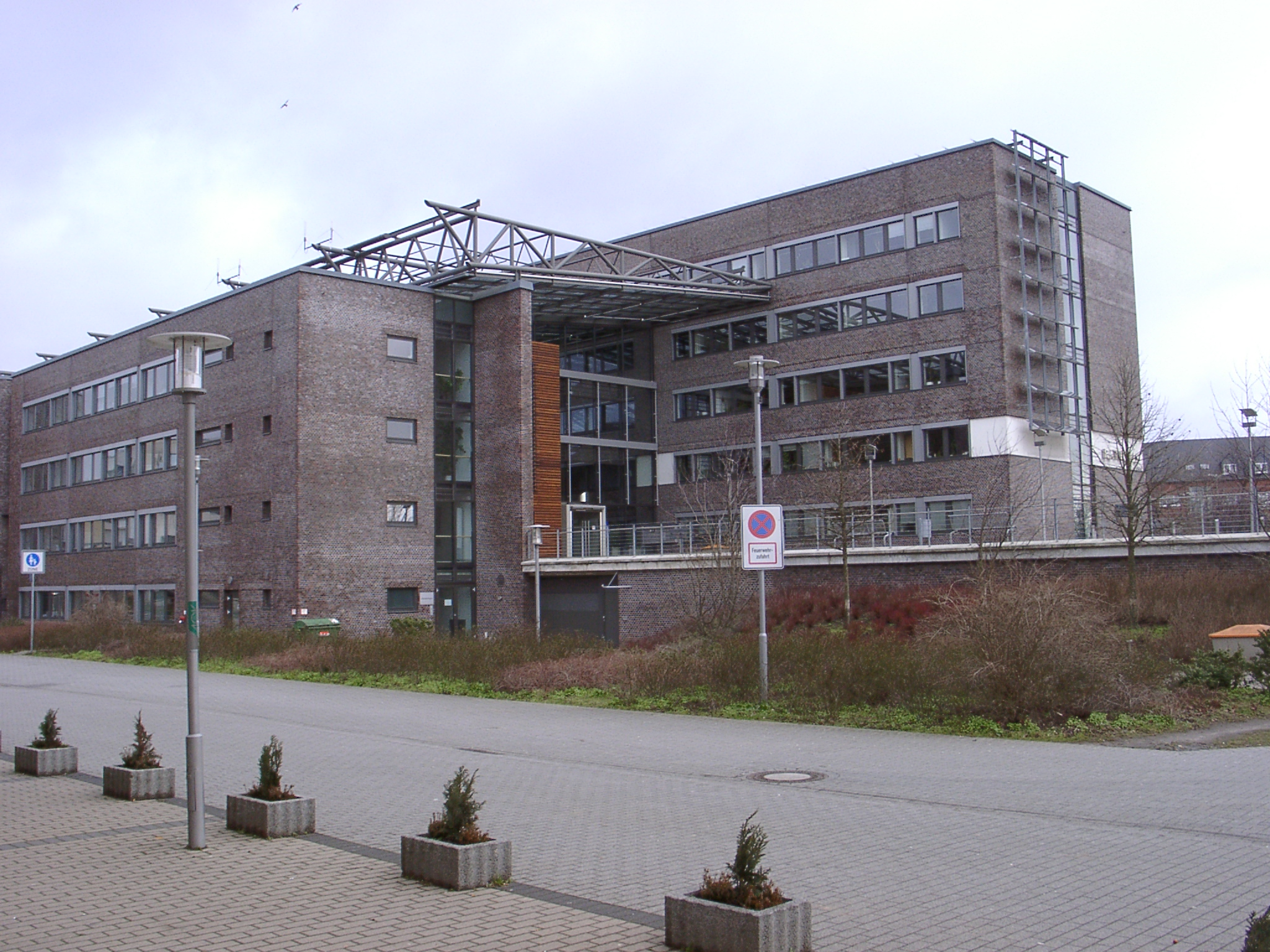
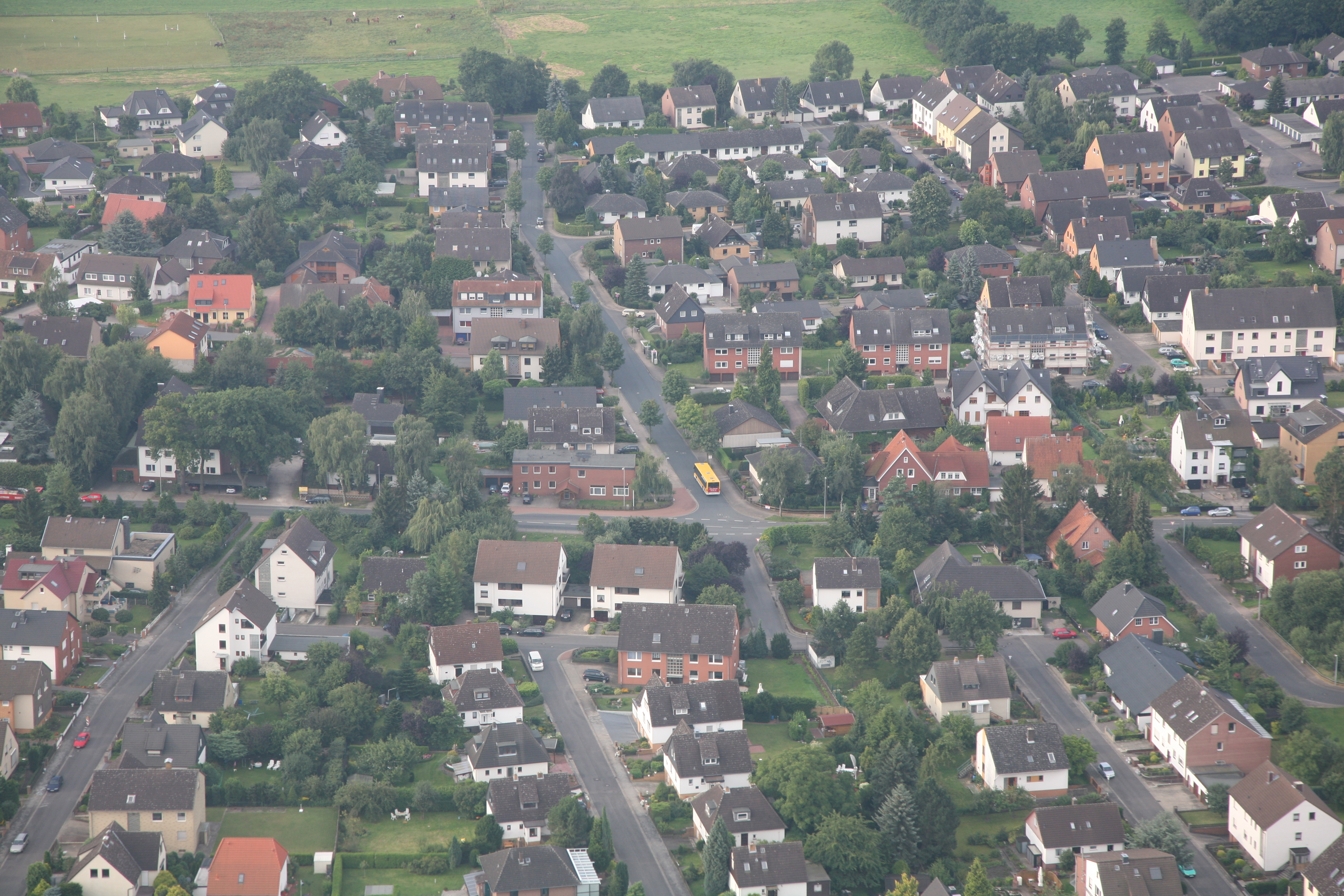
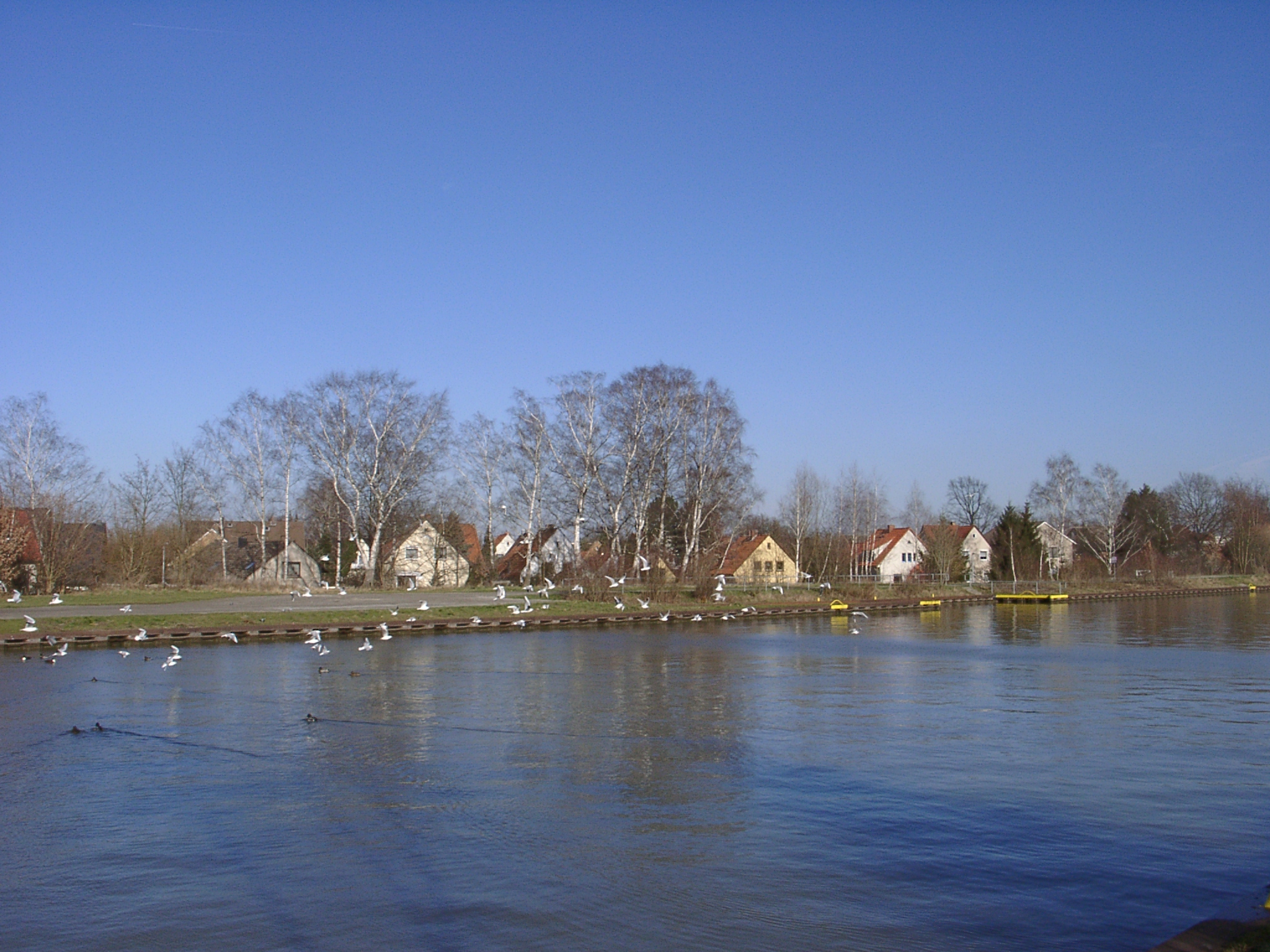
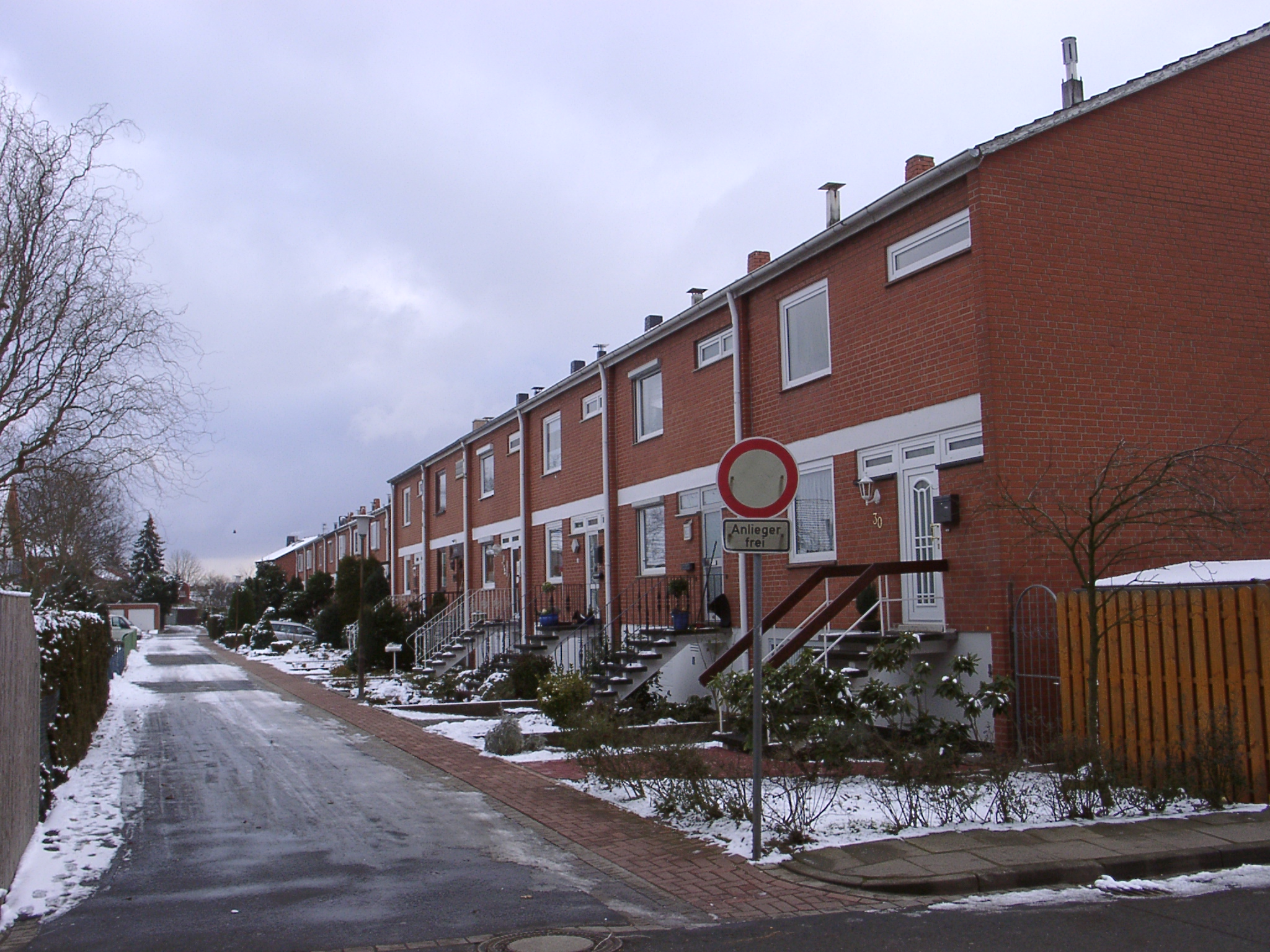
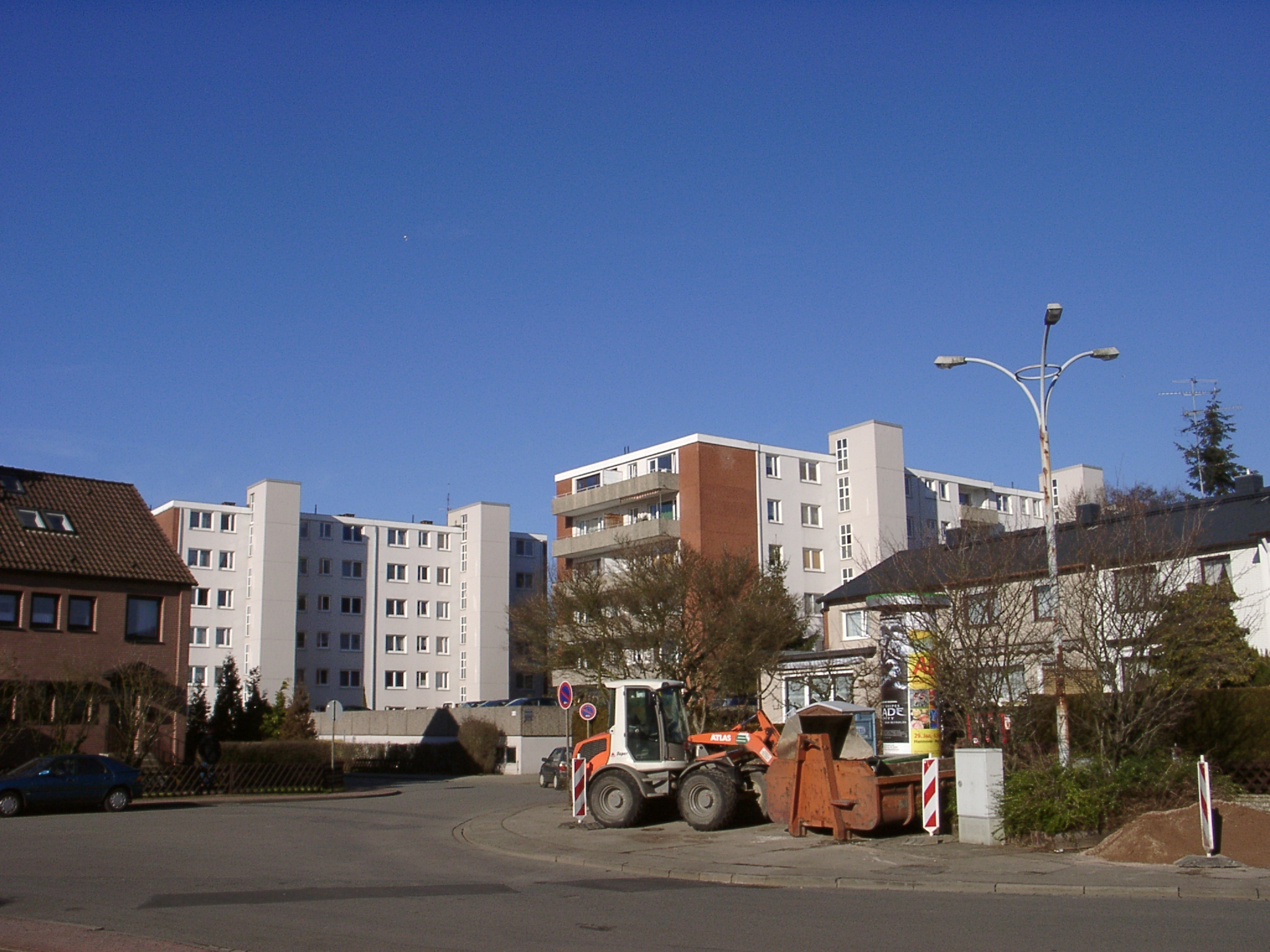
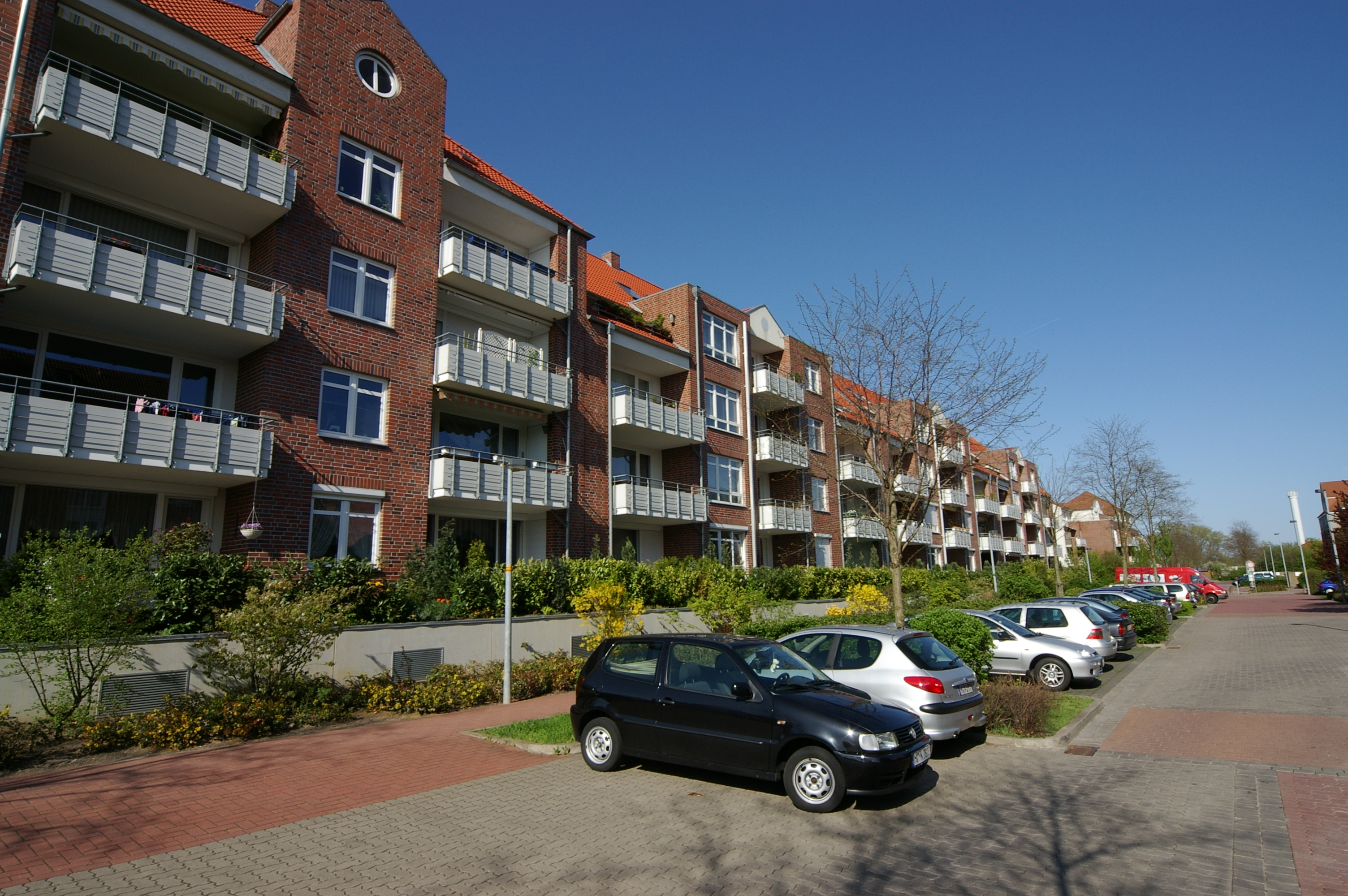